# Сенегал на Всемирных военных играх
Сенегал принимает участие в летних Всемирных военных играх с 1995 года, в зимних Играх не участвовали.
На летних Играх военнослужащие-спортсмены Сенегала завоевали (с учётом результатов летних Игр 2019 года) всего 1 медаль, золотую, в медальном зачёте занимают 64-е место.

## Медальный зачёт

### Медали на летних Всемирных военных играх
| Игры                | Золото | Серебро | Бронза | Всего | Место |
| 1995 Рим            | 0      | 0       | 0      | 0     | —     |
| 1999 Загреб         | 1      | 0       | 0      | 1     | 30    |
| 2003 Катания        | 0      | 0       | 0      | 0     | —     |
| 2007 Хайдарабад     | 0      | 0       | 0      | 0     | —     |
| 2011 Рио-де-Жанейро | 0      | 0       | 0      | 0     | —     |
| 2015 Мунгён         | 0      | 0       | 0      | 0     | —     |
| 2019 Ухань          | 0      | 0       | 0      | 0     | —     |
| Всего               | 1      | 0       | 0      | 1     | 64    |